# Julien Cordonnier
Pour les articles homonymes, voir Cordonnier (homonymie).
Julien Cordonnier est un footballeur français né le 27 juin 1980 à Chartres. Il évoluait au poste de défenseur. Il est actuellement directeur Sportif du FC Sochaux-Montbéliard depuis le 17 mai 2023.

## Biographie
Après avoir commencé sa carrière au plus haut niveau à Châteauroux, il rebondit à Beauvais. En juin 2003 il effectue un essai, non concluant, au Stade lavallois.
Il a été directeur sportif de l'US Orléans, club où il a terminé sa carrière de joueur à la suite d'une rupture du tendon d'Achille.

## Palmarès
- Champion de France de National en 2007 avec Clermont